# Наминатха

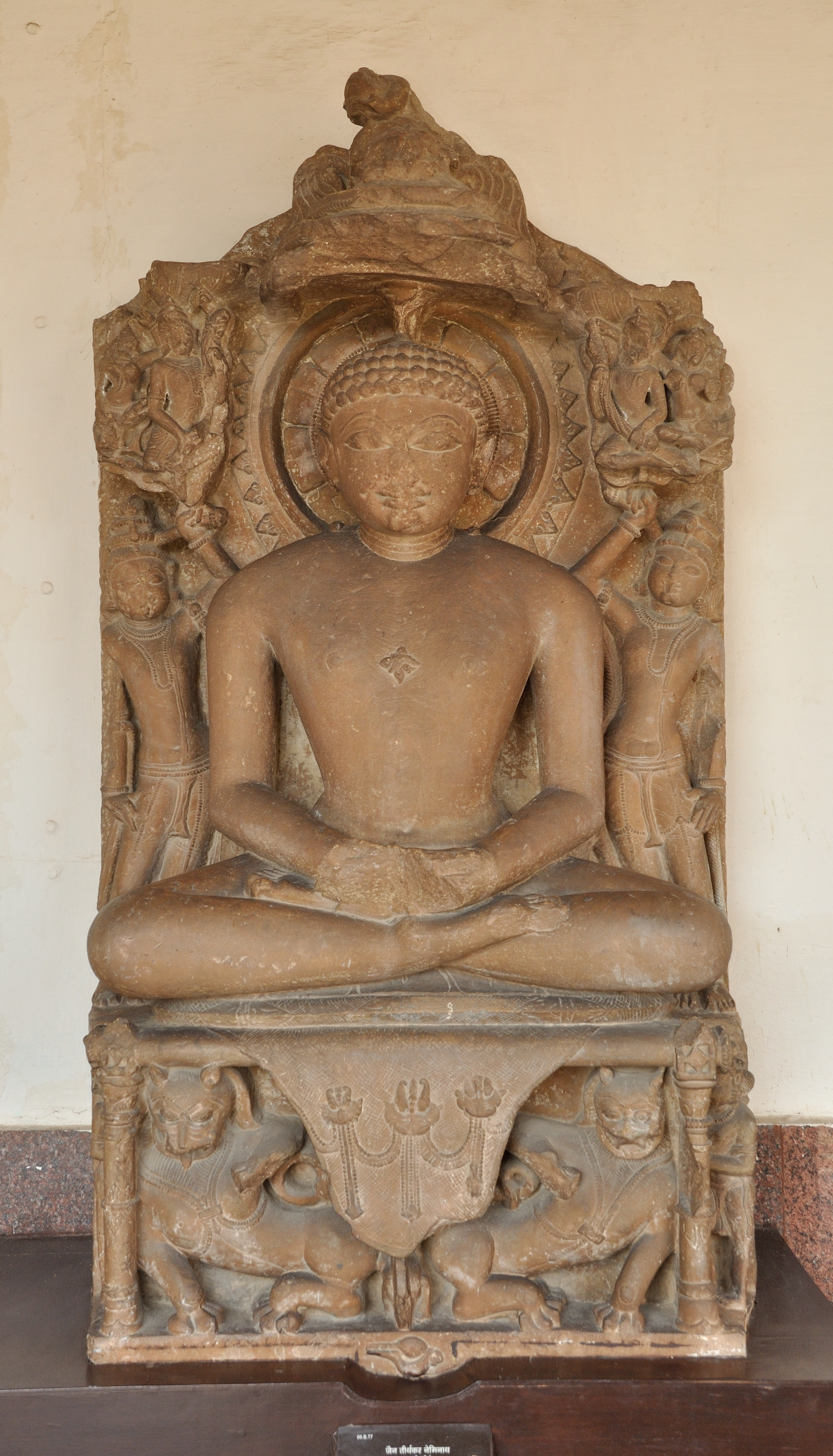
Тиртханкара Наминатха

Наминатха, в джайнской традиции — 21-й тиртханкара. Стал сиддхой, полностью освободившись от кармы. Родители: отец — царь по имени Виджаяраджа, мать — Вапрадеви из династии Икшваку, которая правила в то время в древнем городе Митхила. Родился на 8 день тёмной (второй) половины индийского месяца шравана.
Джайнская традиция утверждает, что в двух предыдущих жизнях, душа Наминатха находилась в теле Сиддхартхи, правителя города Кшамби, а затем тот переродился в царя Апараджида, а тот в свою очередь, переродился непосредственно в Наминатху. Так как царица Вапрадеви видела 14 благоприятных предметов во время зачатия, то авгуры заявили, что ребёнок будет чакраватином или тиртханкаром. Во время беременности матери Наминатхи, группа могущественных царей атаковала город Митхила. Миролюбивый царь Виджая уже отчаялся было найти мирное решение, когда авгур сказал, что Вапрадеви должна пойти на крышу дворца и посмотреть на атакующие войска. Царица выполнила эти указания, взошла на крышу и бросила любящий взгляд на войска, заполнившие все поля за городом. Аура благочестивой души в её чреве была настолько мощной, что цари, уверенные в скорой победе, внезапно сдались без боя и поклонились царю Виджаи.
Когда Наминатха повзрослел, то женился, а позже был назначен на правление царством. После долгого и мирного правления он стал аскетом на девятый день тёмной половины месяца ашадха. Через девять месяцев после этого он достиг всеведения. После долгих лет религиозной и духовной деятельности Наминатха отправился в Саммет-Сикхар, где достиг мокши.